# Kevin Neufeld
Pour les articles homonymes, voir Neufeld.
Kevin Neufeld, né le 6 novembre 1960 à Saint Catharines et mort le 26 février 2022 à Victoria (Colombie-Britannique),, est un rameur d'aviron canadien.

## Carrière
Kevin Neufeld participe aux Jeux olympiques de 1984 à Los Angeles et remporte la médaille d'or avec le huit canadien composé de Dean Crawford, Michael Evans, Paul Steele, Grant Main, Mark Evans, Blair Horn, Pat Turner et Brian McMahon.